# Wolf-Dieter Panse
Wolf-Dieter Panse (* 19. Juni 1930 in Berlin; † 9. April 2013 ebenda) war ein deutscher Schauspieler, Regisseur und Schauspiellehrer.

## Leben
Panses berufliche Tätigkeit als Schauspieler und Regisseur spielte sich vornehmlich in der DDR ab. 1961 gab er auf der Kinoleinwand den Prinzen in dem DEFA-Märchenfilm Schneewittchen. Dabei war er in erster Linie für das Fernsehen der DDR tätig.  1978 erhielt er für seine Regiearbeit bei der Arztserie Berühmte Ärzte der Charité (gemeinsam mit Manfred Mosblech und Helmut Schiemann) den Nationalpreis der DDR II. Klasse für Kunst und Literatur.
Von 1988 bis 1990 war Panse als Professor für Regie im Fachschul-Fernstudium für mittlere und leitende Kader des Lichtspielwesens tätig. Nach der Wende arbeitete er von 1990 bis 1995 als Hochschullehrer an der Hochschule für Film und Fernsehen „Konrad Wolf“ in Potsdam-Babelsberg und fungierte als deren Rektor. Panse war auch als Synchronsprecher tätig, so z. B. im sowjetischen Spielfilm Sklavin der Liebe.
Wolf-Dieter Panse starb am 9. April 2013 in Berlin.

## Filmografie

### Schauspieler
- 1959: Maria Stuart (Studioaufzeichnung)
- 1961: Schneewittchen
- 1966: Pitaval des Kaiserreiches: Der Prozeß gegen die Gräfin Kwilecki (Fernsehreihe)
- 1978: Auf Station 23
- 1980/1990: Der Staatsanwalt hat das Wort: Risiko (Fernsehreihe)
- 1987: Gold für den König
- 2000: In aller Freundschaft (Folge: Dunkle Geheimnisse)
- 2001: Hydronephrose
- 2003: GUF Ha-Neschamot – Die Halle der Seelen

### Regisseur
- 1963: Mariana Pineda
- 1963: Dorothea Erxleben
- 1963: Alle meine Söhne
- 1964: Prozeß Richard Waverly
- 1968: Der Hund des Gärtners
- 1970: Denn ich sah eine neue Erde
- 1971: Das Boot im Walde
- 1972: Bettina von Arnim
- 1973: Der Mann von draußen
- 1974: Zwischen vierzig und fünfzig
- 1975: Die Geheimakte
- 1975–1988: Der Staatsanwalt hat das Wort (Fernsehserie, mehrere Folgen)
- 1976: Die Bibliothekarin
- 1978: Scharnhorst
- 1979: Das Idol von Mordassow
- 1979: Das Komplott
- 1980: Clausewitz – Lebensbild eines preußischen Generals
- 1981: Adel im Untergang
- 1981: Die Gäste der Mathilde Lautenschläger
- 1982: Berühmte Ärzte der Charité: Arzt in Uniform
- 1982: Der Tausch
- 1983: Chef der Gelehrsamkeit – Wilhelm von Humboldt
- 1986: Rund um die Uhr (Fernsehserie, eine Episode)
- 1987: Bebel und Bismarck (Fernsehmehrteiler)
- 1988: Jahreswechsel – Zeitenwechsel
- 1989: Konstantin und Alexander

## Theater
Regie
- 1965: Alfred Matusche: Der Regenwettermann (Deutsches Theater Berlin – Lesetheater)
- 1966: Alexander Ostrowski: Wie man Karriere macht  (Deutsches Theater Berlin – Kammerspiele)
- 1967: Georg Kaiser: Nebeneinander (Volksbühne Berlin)

Schauspieler
- 1962: Gerhart Hauptmann: Der Biberpelz (Dr. Fleischer) – Regie: Ernst Kahler (Deutsches Theater Berlin – Kammerspiele)
- 1967: Rolf Schneider: Prozeß in Nürnberg – Regie: Wolfgang Heinz (Deutsches Theater Berlin)

## Hörspiele
Regie
- 1968: Michail Schatrow: Bolschewiki (Hörspiel – Rundfunk der DDR)
- 1969: Peter Hacks nach Aristophanes: Der Frieden (Hörspiel – Rundfunk der DDR)
- 1971: Gerhard Rentzsch: Das Amulett (Hörspiel (6 Teile) – Rundfunk der DDR)

Sprecher
- 1962: Gerhard Stübe: Das Südpoldenkmal – Regie: Fritz Göhler (Hörspiel – Rundfunk der DDR)
- 1963: Rudolf Leonhard: Orpheus – Regie: Renate Thormelen (Rundfunk der DDR)
- 1973: Bertolt Brecht: Das Leben des Galilei  – Regie: Fritz Göhler (Hörspiel – Rundfunk der DDR)
- 1974: Hans-Jürgen Bloch: Hundert Mark für eine Unterschrift (Rehberg) – Regie: Joachim Staritz (Hörspielreihe: Tatbestand, Nr. 4 – Rundfunk der DDR)
- 1974: Augusto Boal: Torquemada – Regie: Peter Groeger (Hörspiel – Rundfunk der DDR)
- 1978: Isaak Babel: Maria (Golizyn: Wolf) – Regie: Joachim Staritz (Hörspiel – Rundfunk der DDR)
- 1980: Georg Büchner: Dantons Tod (Legendre) – Regie: Joachim Staritz (Hörspiel – Rundfunk der DDR)
- 1986:  Aleksandar Obrenović: Der süße Duft der Erneuerung (Steva) – Regie: Aleksandar Obrenović (Hörspiel – Rundfunk der DDR)
- 1987: Wilhelm Raabe: Die Chronik der Sperlingsgasse (Dr. Wimmer) – Regie: Manfred Täubert (Kinderhörspiel (2 Teile) – Rundfunk der DDR)
- 1987: Bodo Schulenburg: Das Kälbchen und die Schwalbe (Autor) – Regie: Manfred Täubert (Kinderhörspiel – Rundfunk der DDR)